# غلين همفريز
غلين همفريز (بالإنجليزية: Glenn Humphries)‏ (11 أغسطس 1964 في المملكة المتحدة - ) هو لاعب كرة قدم بريطاني في مركز الدفاع. لعب مع سكونثورب يونايتد ونادي بريستول سيتي ونادي دونكاستر روفرز ونادي سون هي وهال سيتي ونادي غاينسبورو ترينيتي ولينكولن سيتي أف سي.

## وصلات خارجية
- غلين همفريز على موقع Soccerbase.com (لاعب) (الإنجليزية)